# Werneröd
Werneröd ist ein Ortsteil der Stadt Oberviechtach im Oberpfälzer Landkreis Schwandorf in Bayern.

## Geographische Lage
Die Einöde Werneröd liegt ungefähr 200 m nördlich der Staatsstraße 2159 am Südhang des 608 m hohen Geißruck.

## Geschichte
Zum Stichtag 23. März 1913 (Osterfest) wurde Werneröd als Teil der Pfarrei Oberviechtach mit zwei Häusern und 13 Einwohnern aufgeführt.
Am 31. Dezember 1990 hatte Werneröd 12 Einwohner und gehörte zur Pfarrei Oberviechtach.